# Henry Louis Gates

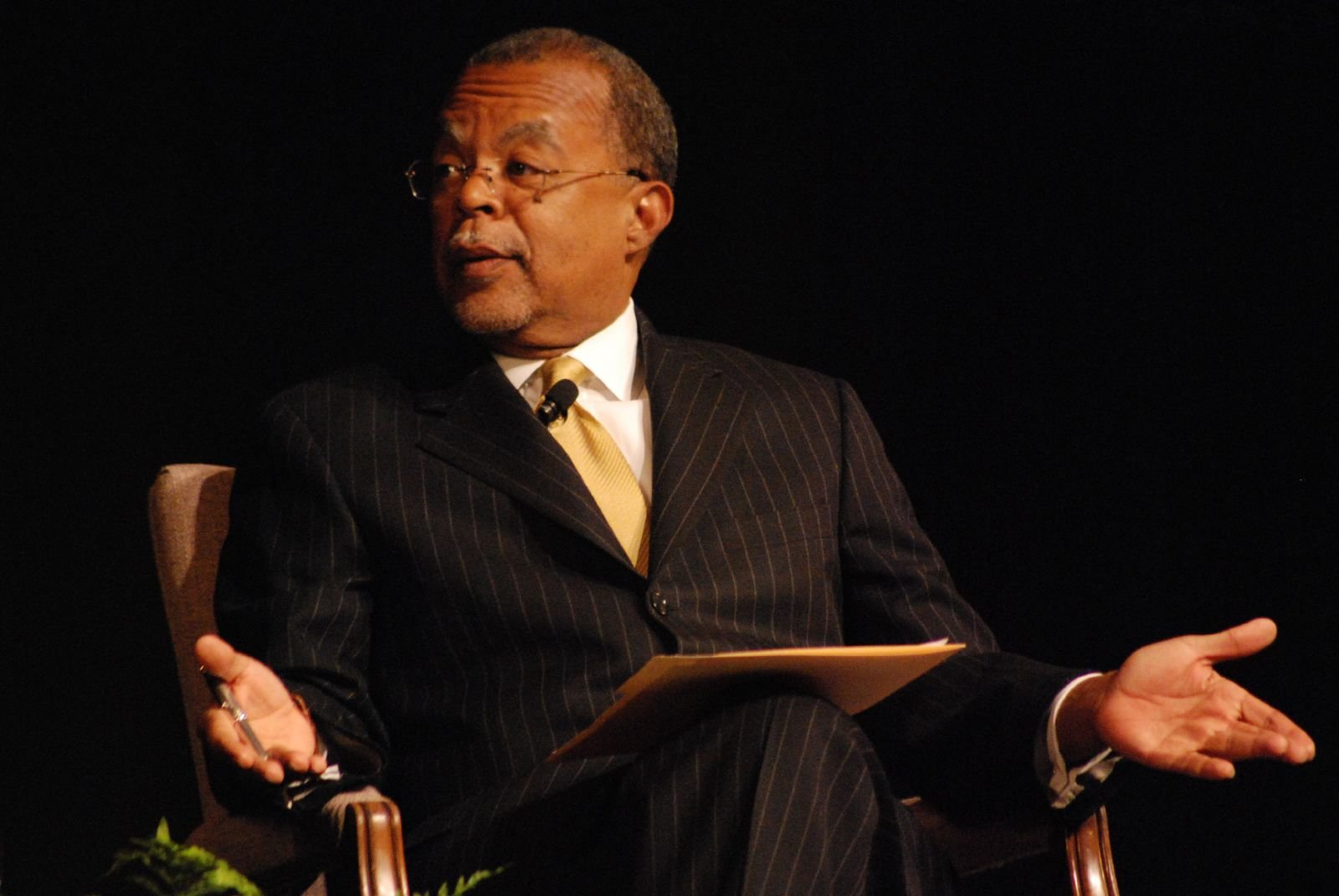
Henry Louis Gates

Henry Louis Gates Jr., "Skip" (ur. w 1950) – amerykański krytyk literacki.
Ukończył Clare College na Uniwersytecie Cambridge, gdzie również uzyskał stopień doktora. Profesor Uniwersytetu Harvarda. 
Prowadzi i produkuje telewizyjne programy kulturalne. 16 lipca 2009 aresztowany, co spowodowało falę dyskusji w USA na temat rasizmu.